# Jules Cornet

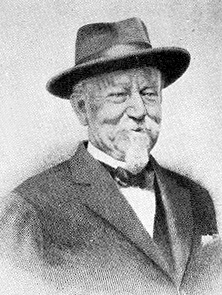
Jules Cornet (1865–1929)

Jules Cornet (* 4. März 1865 in Saint-Vaast, Belgien; † 17. Mai 1929 in Mons, Belgien) war ein belgischer Geololge und Hochschulprofessor an der Faculté polytechnique de Mons. Er nahm an wissenschaftlichen geologischen Prospektionsmissionen im Kongo-Freistaat teil, wo er auf die Bodenschätze stieß, die die Gegend bis heute prägen.

## Biographie
Jules Cornet war der Sohn von François Cornet, ebenfalls ein bedeutender Geologe, Bergbauingenieur und Generaldirektor der Charbonnages du Levant in Flénu, und Louise Martin.
Seine Schulbildung absolvierte er Cuesmes und am Athénée de Mons. An der Universität Gent schloss er unter dem Geologen und Mineralogen Alphonse-François Renard sein Studium und eine Promotion in Mineralwissenschaften ab.
1891 organisierte die Compagnie du Katanga im Auftrag des belgischen Königs Leopold II., dem Herrscher des Kongo-Freistaats, eine Expedition nach Katanga. Ziel war es, diese abgelegene Region im Südosten des Freistaats Kongo zu erkunden und effektiv für den Freistaat in Besitz zu nehmen. Trotz zahlreicher Verluste an Menschenleben, darunter auch der Anführer der Expedition Lucien Bia, gelang es der Expedition, Bunkeya, die Hauptstadt des dortigen Herrschers Msidi, zu erreichen und die erste wissenschaftliche Erkundung der Region durchzuführen. Cornet studierte während seiner Reise insbesondere die geologischen Schichten in der Region um Likasi (Jadotville) und legte den Grundstein für die Geologie von Belgisch-Kongo. Von 1891 bis Januar 1893 entdeckte er die immensen Bodenschätze von Katanga und erstellte eine sehr detaillierte Karte der wichtigsten Kupfervorkommen der Region, deren Ausbeutung zur Finanzierung anderer Expeditionen dienen sollte. Seine Begegnung mit Leutnant Josué Henry im Kongo war der Beginn von dessen Berufung zum autodidaktischen Geologen. Sie werden weiterhin bezüglich der geologischen Prospektion im Kongo in Kontakt bleiben. Im Jahr 1895 kehrte Cornet für eine weitere Mission in den Kongo zurück.
1897 gab Jules Cornet seine Forschungsexpeditionen auf. Er wurde zum Professor für Geologie an der École des Mines und der Technischen Fakultät des Hennegaus in Mons ernannt. Später amtierte er auch als Dekan der École des Mines. 1903 leitete Jules Cornet den Studiengang Physische Geographie an der Universität Gent. Anschließend begann er mit dem Schreiben seiner Dissertation zum Thema Studien zur Entwicklung belgischer Flüsse.
Cornet gehörte zu den Geologen, die in ihrer Zeit aus Mangel an Beweisen bestritten, dass der Bergbau in Nordfrankreich und Belgien für alle oder einen Teil der Dutzenden von Erdbeben verantwortlich war, die sich seit Beginn des Kohleabbaus in diesem Kohle- und Bergbaugebiet ereigneten. Dies führte dazu, dass die belgischen und französischen Kohlebergwerke nie gezwungen waren, Rückstellungen zu bilden oder für Schäden aufzukommen, die durch das verursacht wurden, was man heute als induzierte Erdbeben bezeichnet (und was andere Geologen damals als Pseudoseismos bezeichneten).
Jules Cornet war insbesondere ordentliches Mitglied der Sektion für Natur- und Medizinwissenschaften des belgischen Königlichen Kolonialinstituts, von 1877 bis 1878 Präsident der Belgischen Geologischen Gesellschaft, korrespondierendes Mitglied der Académie des sciences und Verwalter der Union minière du Haut Katanga.
Er starb am 17. Mai 1929 in Mons. Seine Beerdigung fand am 21. Mai 1929 in der Kirche Notre-Dame de Messines in Mons statt und er wurde auf dem Friedhof von Mons begraben.

## Ehrungen
Zwei Straßen in Mons und La Louvière wurden Rue Jules Cornet genannt.
Das 1953 in Mons vom Architekten Georges Pepermans zu seinem Gedenken errichtete Denkmal trägt eine Bronzebüste mit seinen Gesichtszügen, ein Werk des Bildhauers Harry Elström.
Ein in der Region Katanga entdecktes und 1916 von Henri Buttgenbach beschriebenes Mineral trägt heute seinen Namen: Cornetit.

### Orden
- Offizier des belgischen Leopoldordens;
- Kommandeur des belgischen Kronenordens;
- Offizier belgischen Löwenordens.

## Gallerie

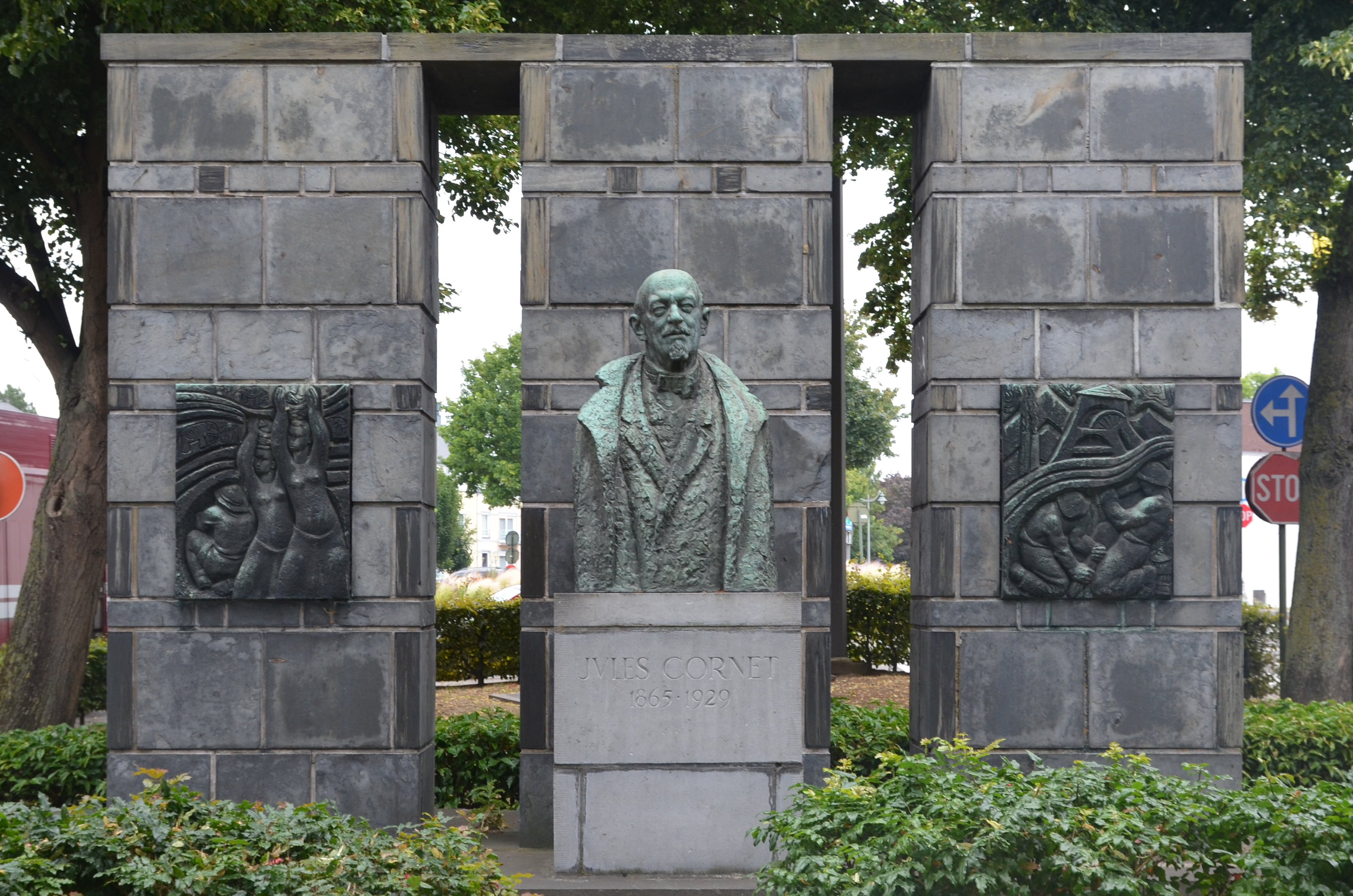
Denkmal von Jules Cornet in  Mons.
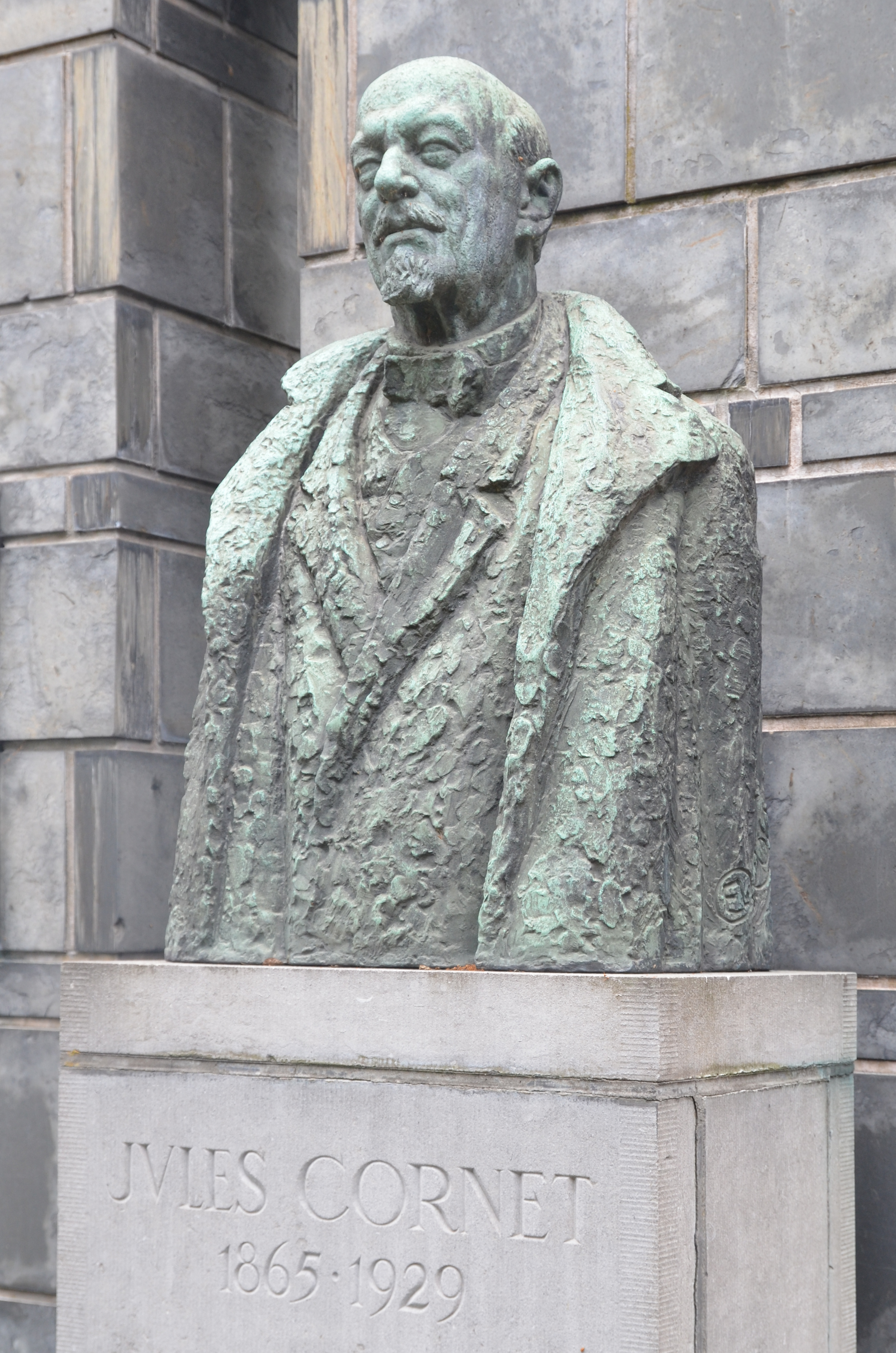
Detail des Denkmals – die Büste.
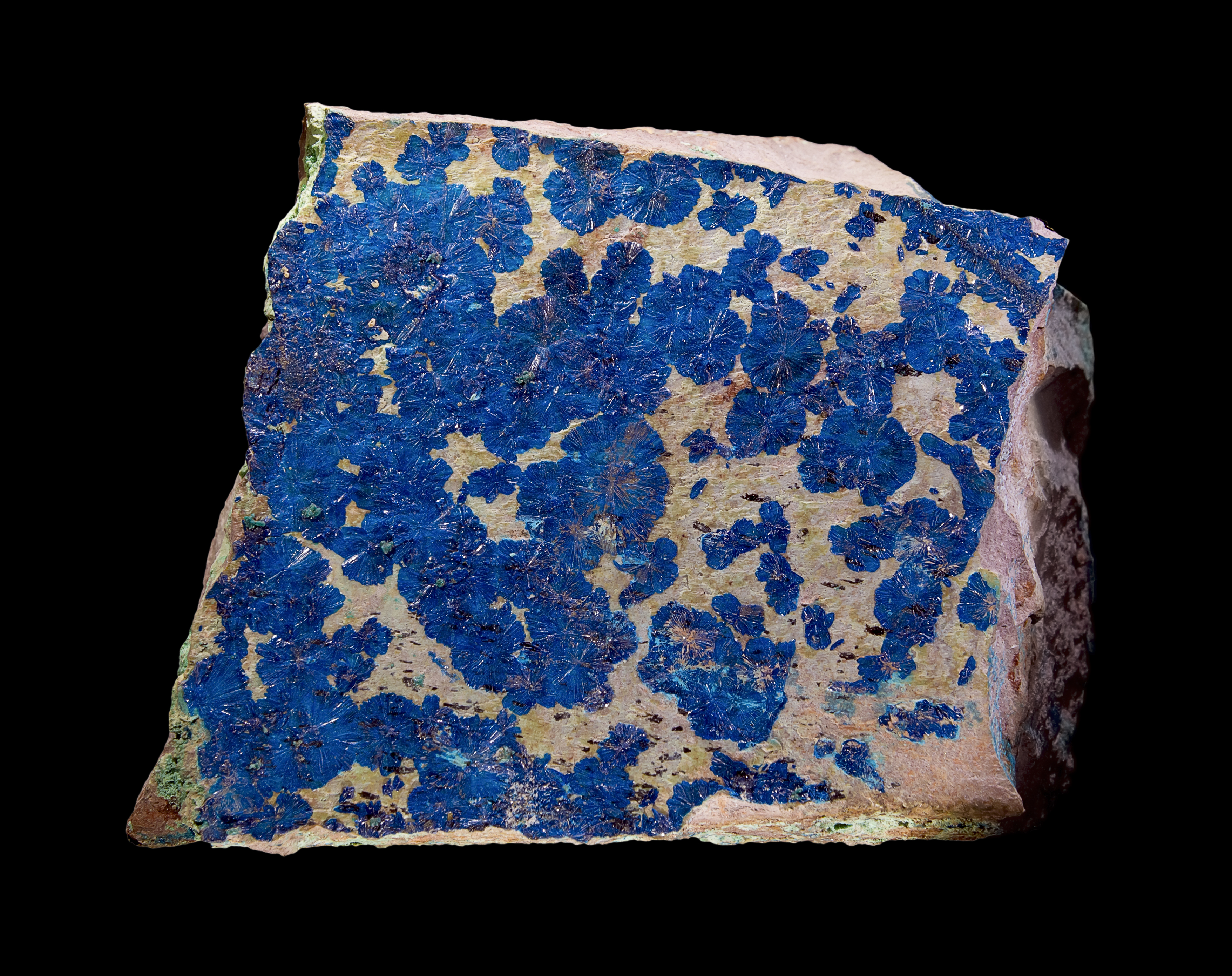
Cornétite, gefunden in Katanga.